# شيرتوزا دي بافيا (بافيا)
شيرتوزا دي بافيا (بالإيطالية: Certosa di Pavia (comune))‏ هي بلدة تقع في مقاطعة بافيا بإقليم لومبارديا في شمال إيطاليا. تبلغ مساحة هذه المدينة 10 (كم²)، وترتفع عن سطح البحر 90 م، بلغ عدد سكانها 5114 نسمة في عام 2013 حسب إحصاء المعهد الوطني للإحصاء.

## السكان
في سنة 1861 بلغ عدد السكان 2٬063 نسمة، وتطور العدد ليصل في سنة 2011 لـ 5٬004 نسمة.
يظهر هذا المخطط البياني تطور النمو السكاني لـ شيرتوزا دي بافيا (بافيا)

## معرض صور

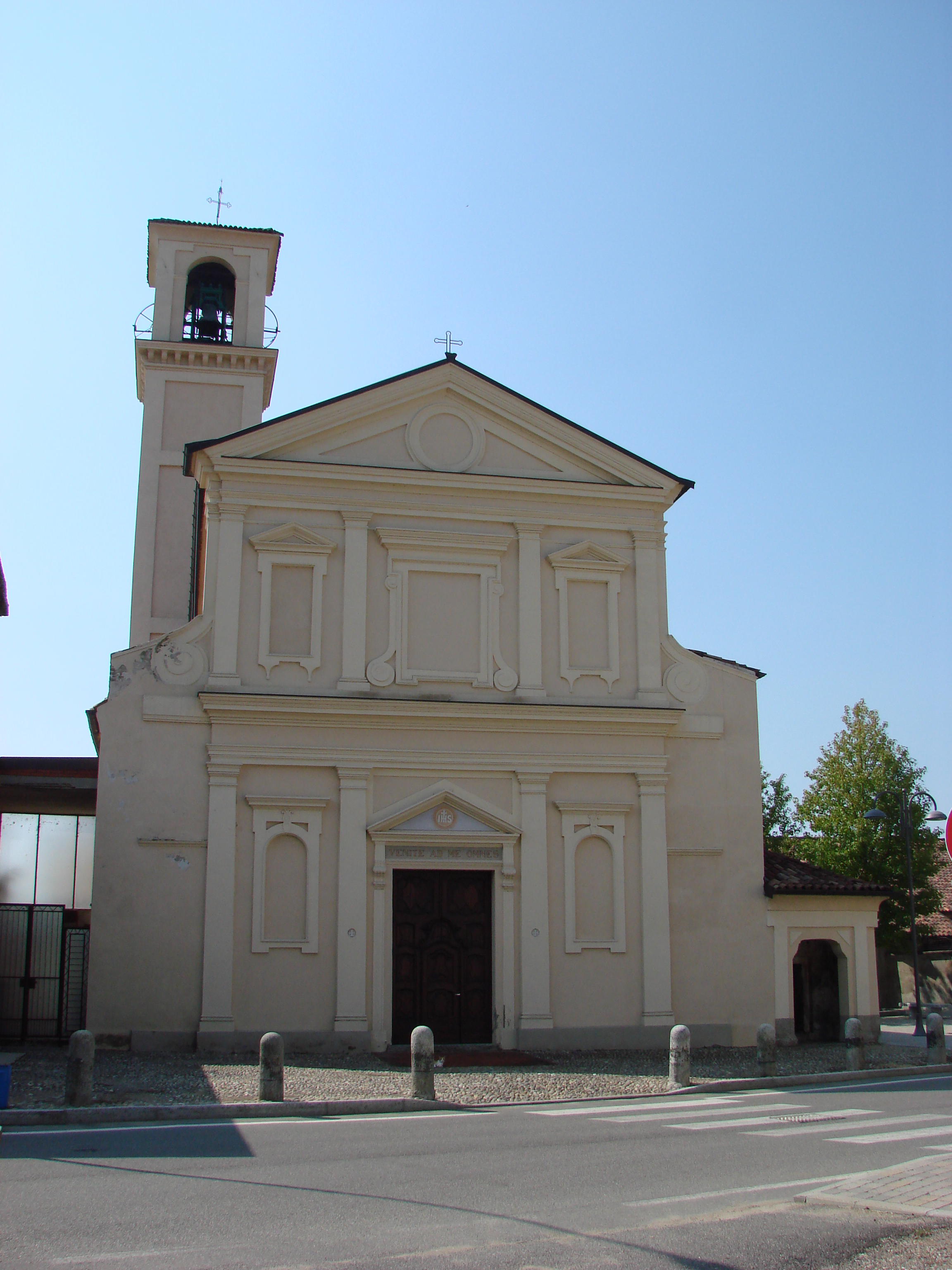
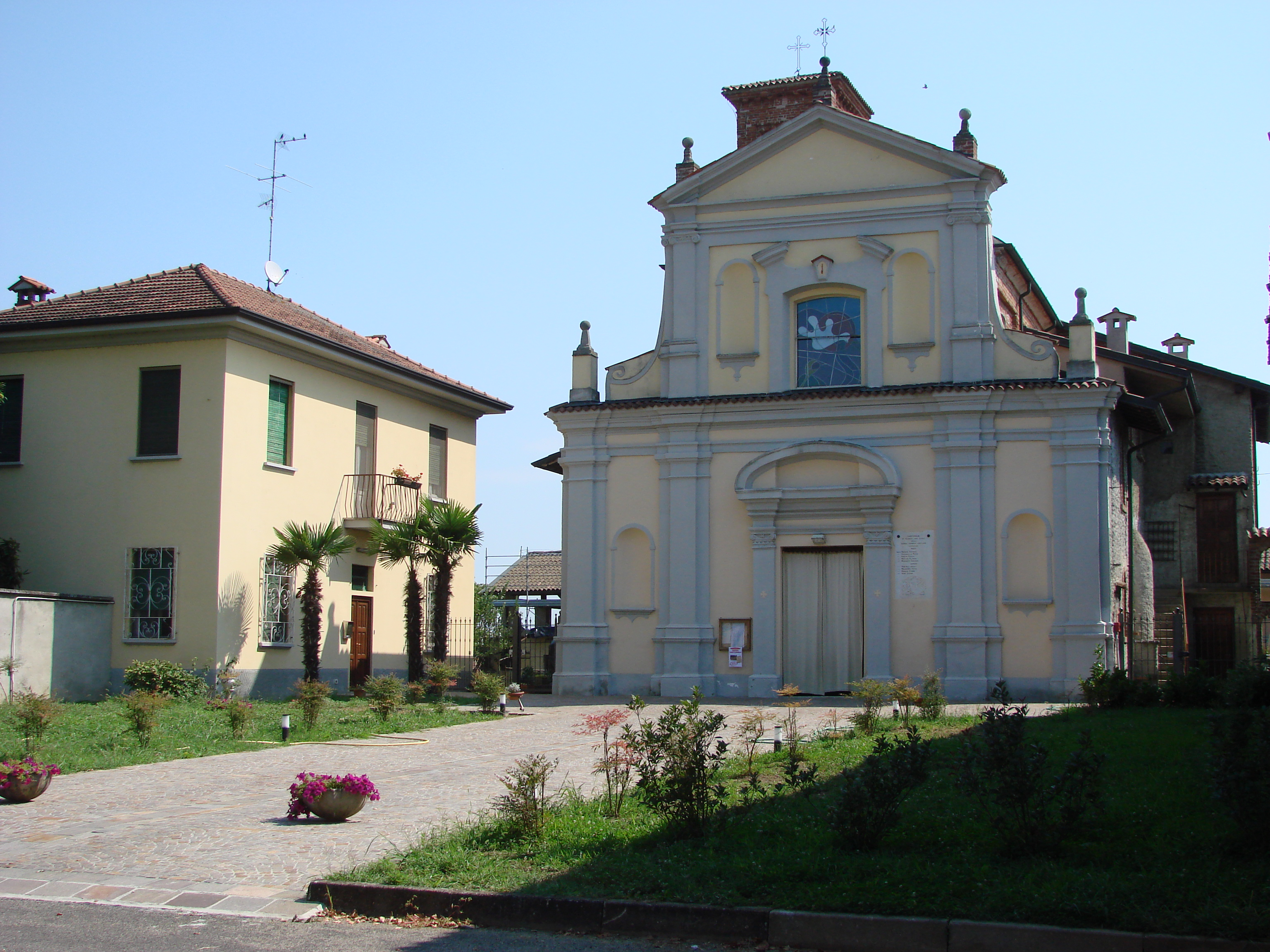
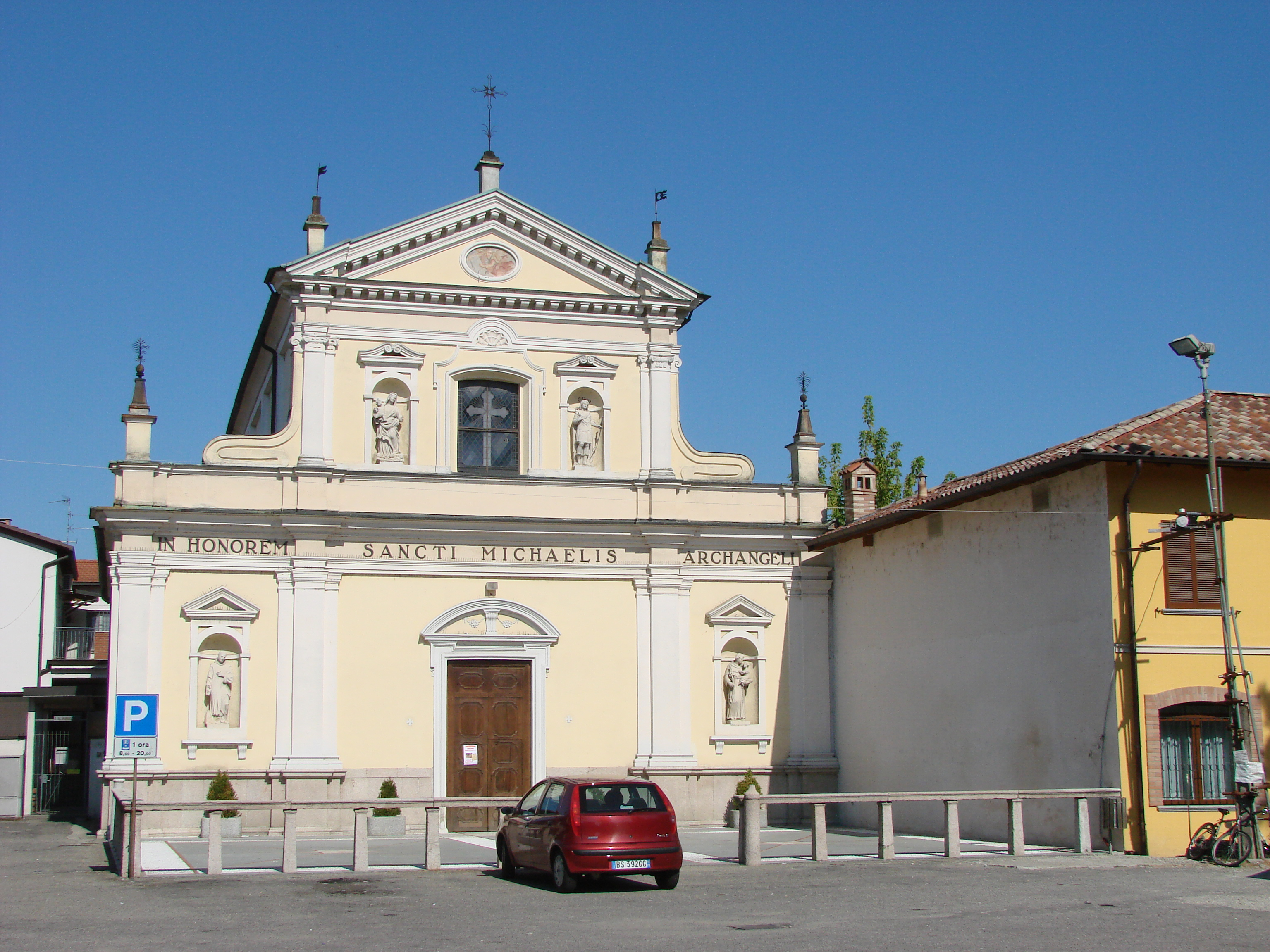

## وصلات خارجية
- الموقع الرسمي